# Idaea brevissimipes
Idaea brevissimipes là một loài bướm đêm trong họ Geometridae.